# کاربردهای زیست‌شناسی فرگشتی
زیست‌شناسی فرگشتی، به‌طور دقیق‌تر درک چگونگی فرگشت جانداران از طریق انتخاب طبیعی، شاخه‌ای علمی است که کاربردهای عملی بسیاری دارد. آفرینش‌گرایان اغلب ادعا می‌کنند که تئوری فرگشت فاقد کاربردهای عملی است. با این حال، این ادعاها توسط دانشمندان رد شده‌است.

## زیست‌شناسی گسترده‌تر
رویکرد فرگشتی کلید تحقیقات امروزی در زیست‌شناسی می‌باشد که مشخص نیست که در مطالعه فرگشت به خودی خود تعیین‌کننده نیست. به خصوص در زیست‌شناسی جاندار و زیست محیطی یا اکولوژی. برای مثال تفکر فرگشتی برای نظریه تاریخ زندگی حائز اهمیت است. ژن یابی و عملکرد آنها به روشهای تطبیقی که نوعی روش فرگشتی است، وابسته است.

## انتخاب مصنوعی
یکی از کاربردهای مهم فناوری فرگشت، انتخاب مصنوعی است که به معنای انتخاب عمدی برخی از صفات در جمعیت جانداران زنده می‌باشد. هزاران سال است که انسانها از شیوه انتخاب مصنوعی در اهلی کردن گیاهان و حیوانات استفاده می‌کنند. اخیراً این نوع از انتخاب یا همان انتخاب مصنوعی بخشی حیاتی از مهندسی ژنتیک که توسط نشانگرهای قابل انتخاب مانند ژن‌های مقاوم به آنتی‌بیوتیک‌ها که در دستکاری دی‌ان‌ای در زیست‌شناسی ملکولی شده‌است. همچنین ممکن است چرخه‌های جهش ژن‌ها را تکرار کرده تا فرگشت پروتئین‌ها با خواص خاص مانند آنزیم‌های اصلاح شده یا آنتی‌بادی‌های جدید در فرایندی به نام فرگشت مستقیم استفاده کرد.

## دارو

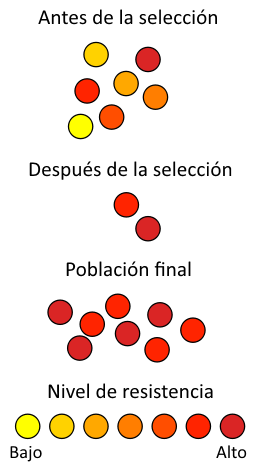
مقاومت آنتی بیوتیکی

مقاومت آنتی‌بیوتیکی می‌تواند نتیجه جهش نقطه ای در ژنوم پاتوژن با سرعت حدود ۱ در ۱۰۸ در تکثیر کروموزومی باشد. عمل آنتی‌بیوتیکی علیه پاتوژن می‌تواند یک فشار محیطی به چشم بخورد. باکتری‌هایی که جهش یافته هستند قابلیت زنده ماندن طی تولید مثل را دارند. آنها سپس این صفت را به فرزندان خود منتقل می‌کنند که حاصل آن کلنی‌ای کاملاً مقاوم است.
درک تغییراتی که در طی فرگشت جاندار به وقوع می‌پیوندد، می‌تواند ژن‌های مورد نیاز برای ساخت قسمتهایی از بدن را نشان دهد. ژنهایی که ممکن است در اختلالات ژنتیکی انسان نقش داشته باشند. برای مثال، تترا مکزیکی نوعی ماهی غار آلبینو است که در طی فرگشت بینایی خود را از دست داده‌است. باروری جمعیت‌های مختلف این ماهی کور با یکدیگر باعث شد فرزندانی با چشم‌های کارآمد و سالم به وجود آید، زیرا جهش‌های مختلفی در جمعیت‌های جدا شده که در غارهای مختلف فرگشت یافته بودند، رخ داده بود. این به شناسایی ژنهای مورد نیاز برای بینایی و رنگدانه، مانند کریستالین‌ها و گیرنده ملانوکورتین ۱ کمک نمود. به‌طور مشابه، مقایسه ژنوم ماهی یخی قطب جنوب که فاقد گلبولهای قرمز است، رابطه نزدیکی با ماهی راک کد قطب جنوب را نشان می‌دهد. این شباهت در ژنوم‌های این دو نوع ماهی ژن‌های آشکار شده برای ساخت این سلول‌های خونی را نشان داد.

## علوم کامپیوتر
از آنجا که فرگشت می‌تواند فرایندها و شبکه‌های بسیار بهینه ای را به وجود آورد، کاربردهای زیادی در علم کامپیوتر دارد. در اینجا، شبیه‌سازی‌های فرگشت با استفاده از الگوریتم‌های فرگشتی و زندگی مصنوعی توسط کارهای نیلز آل باریکلی در دهه ۱۹۶۰ آغاز شد و توسط الکس فریزر گسترش یافت. الکس فریزر یک سری مقالات در مورد شبیه‌سازی انتخاب مصنوعی منتشر کرد و همین باعث گسترش شبیه‌سازی‌ها شد. فرگشت مصنوعی به عنوان یک نتیجه از کارهای اینگو رکنبرگ در دهه ۱۹۶۰ و اوایل ۱۹۷۰ به روش بهینه‌سازی شناخته شده‌ای تبدیل شد و او از راهکارهای فرگشت برای حل مشکلات پیچیده مهندسی استفاده کرد. الگوریتم‌های ژنتیکی توسط نوشته‌های جان هلند، به‌طور ویژه ای محبوبیت پیدا کرد.